# Sudi
Sudi is een bestuurslaag in het regentschap Bandung van de provincie West-Java, Indonesië. Sudi telt 5510 inwoners (volkstelling 2010).